# Reticulocephalis clathroides
Reticulocephalis clathroides är en svampart som först beskrevs av Bayl. Ell., och fick sitt nu gällande namn av Benny, R.K. Benj. & P.M. Kirk 1992. Reticulocephalis clathroides ingår i släktet Reticulocephalis och familjen Sigmoideomycetaceae.   Inga underarter finns listade i Catalogue of Life.